# Pandanus andersonii
Pandanus andersonii är en enhjärtbladig växtart som beskrevs av Harold St.John. Pandanus andersonii ingår i släktet Pandanus och familjen Pandanaceae. Inga underarter finns listade.